# واشینگتن میچوال

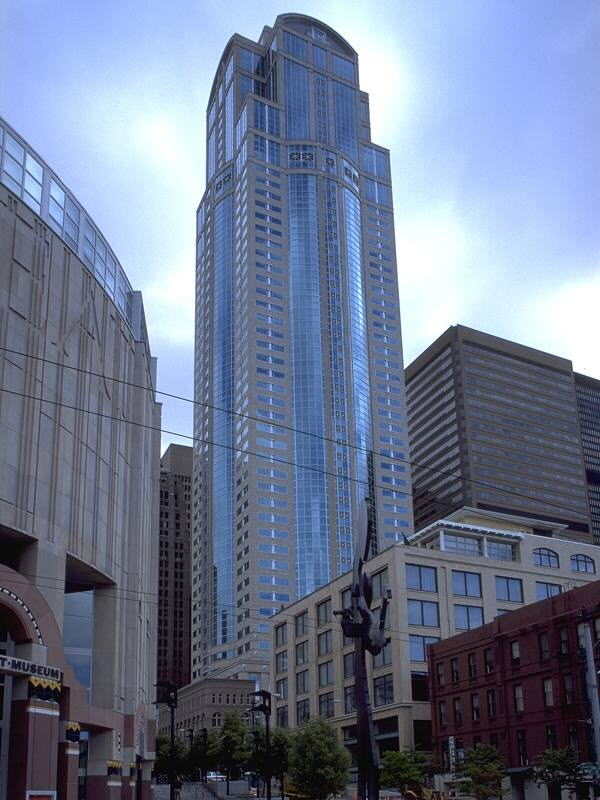
ساختمان مرکزی واشینگتن میچوال

واشینگتن میچوال (به انگلیسی: Washington Mutual) شرکت هلدینگ بانکداری آمریکایی بود، که در زمینه ارائه خدمات مالی و بانکداری خرد فعالیت می‌کرد و تا پیش از منحل شدن در سال ۲۰۰۸ همواره به‌عنوان بزرگترین کارگزار وام، وام‌های درجه دو و سپرده‌های پس‌انداز در ایالات متحده شناخته می‌شد.
شرکت واشینگتن میچوال در سال ۱۸۸۹ تأسیس شد و در ماه ژوئن ۲۰۰۸ با در اختیار داشتن شبکه‌ای از ۲٫۲۳۹ شعبه بانک و ۴٫۹۳۲ دستگاه خودپرداز با دارایی بالغ بر ۳۰۷ میلیارد دلار، ورشکسته اعلام شد و دارایی‌های آن توسط شرکت خدمات مالی جی‌پی مورگان چیس خریداری شد و کلیه شعبه‌های بانکداری خرد آن به بانک چیس تغییر نام داد.